# 포켓몬스터 오메가루비·알파사파이어
《포켓몬스터 오메가루비·알파사파이어》(일본어: ポケットモンスター オメガルビー・アルファサファイア)는 포켓몬스터 연작의 제6세대로서 2002년작 《포켓몬스터 루비·사파이어》의 리메이크 작품이다. 게임프리크 개발, 포켓몬 컴퍼니 및 닌텐도 배급으로 닌텐도 3DS 전용.
2014년 11월 21일 일본, 한국, 북미, 호주에서 출시되었다. 본작의 출시일은 《포켓몬스터 루비·사파이어》의 출시일의 월일과 정확히 같다. 유럽에서는 일주일을 건너 출시되었다. 《포켓몬스터 X·Y》에서처럼 본작은 어느 나라 버전이든 상관없이 모든 공식번역을 수록하고 있다. 하지만 한국어의 버전이 아닌 다른 칩에서는 한국어 번역이 제공되지 않는다.
《오메가루비·알파사파이어》는 평단으로부터 대체로 호평을 받았다. 총 판매량은 1,423만장으로 집계되었다.

## 개요
포켓몬스터 루비·사파이어의 리메이크작이다. 무대 지방은 포켓몬스터 루비·사파이어, 포켓몬스터 에메랄드와 같은 호연 지방이다.
메인 스토리를 클리어하고 나면 에피소드 델타를 플레이 할 수 있게 된다.

## 포켓몬

### 스타팅 포켓몬
- 풀 타입 : 나무지기
- 불꽃 타입 : 아차모
- 물 타입 : 물짱이

### 전설의 포켓몬
- 땅 타입: 그란돈 (포켓몬스터 오메가루비)
- 물 타입: 가이오가 (포켓몬스터 알파사파이어)
- 드래곤, 비행 타입: 레쿠쟈 (오메가루비/알파사파이어)
- 드래곤, 에스퍼 타입: 라티오스, 라티아스

### 환상의 포켓몬
- 에스퍼 타입: 테오키스
- 강철, 에스퍼 타입: 지라치[8]